# Alberto Fontanesi
Alberto Fontanesi, dit Fontanesi I (né le 10 mars 1929 à Castel d'Ario, en Lombardie et décédé le 1er avril 2016) est un footballeur italien des années 1950. C'est le frère de Carlo Fontanesi (Fontanesi II).

## Biographie
En tant qu'attaquant, Alberto Fontanesi est international italien à trois reprises (1952-1953) pour un but.
Il participe aux jeux olympiques de 1952. Il est titulaire contre les États-Unis, où il inscrit un but à la 52e minute, puis contre la Hongrie. L'Italie est éliminée au premier tour.
Il joue dans différents clubs (US Bondenese, SPAL, Lazio Rome, AC Udinese, Hellas Vérone et SS Sambenedettese) et remporte deux Serie B en 1951 et en 1956.

## Clubs
- 1947-1950 : US Bondenese
- 1950-1953 : SPAL Ferrara
- 1953-1955 : Lazio Rome
- 1955-1960 : AC Udinese
- 1960-1962 : Hellas Vérone
- 1962-1963 : SS Sambenedettese

## Palmarès
- Championnat d'Italie de football Serie B

- - Champion en 1951 et en 1956